# 荞窝镇
荞窝镇，是中华人民共和国四川省凉山彝族自治州普格县下辖的一个镇。
1992年由原委洛乡和耿底乡合并建镇。 荞窝镇位于县境西南部，距县城17公里。面积149.5平方公里，人口1.4万。

境内有荞窝镇中心校(小学)，荞窝镇卫生院，大槽河温泉瀑布旅游沐浴胜地。有西巧(西昌至巧家)公路(212省道)过境。农业主产玉米、水稻、荞麦、小麦，经济作物有油菜、烤烟、蚕茧、水果、蔬菜。风景非常优美。

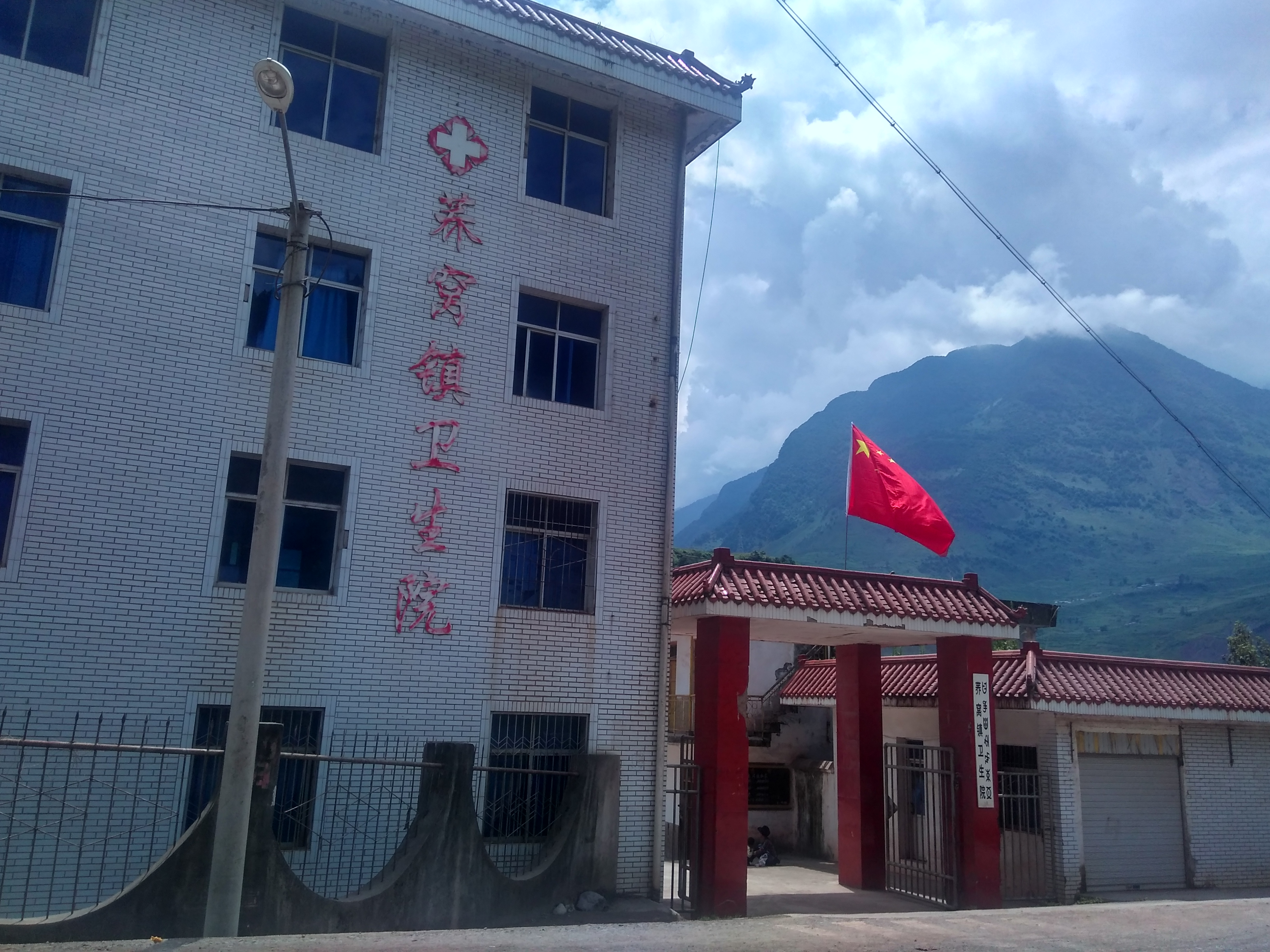
荞窝镇卫生院

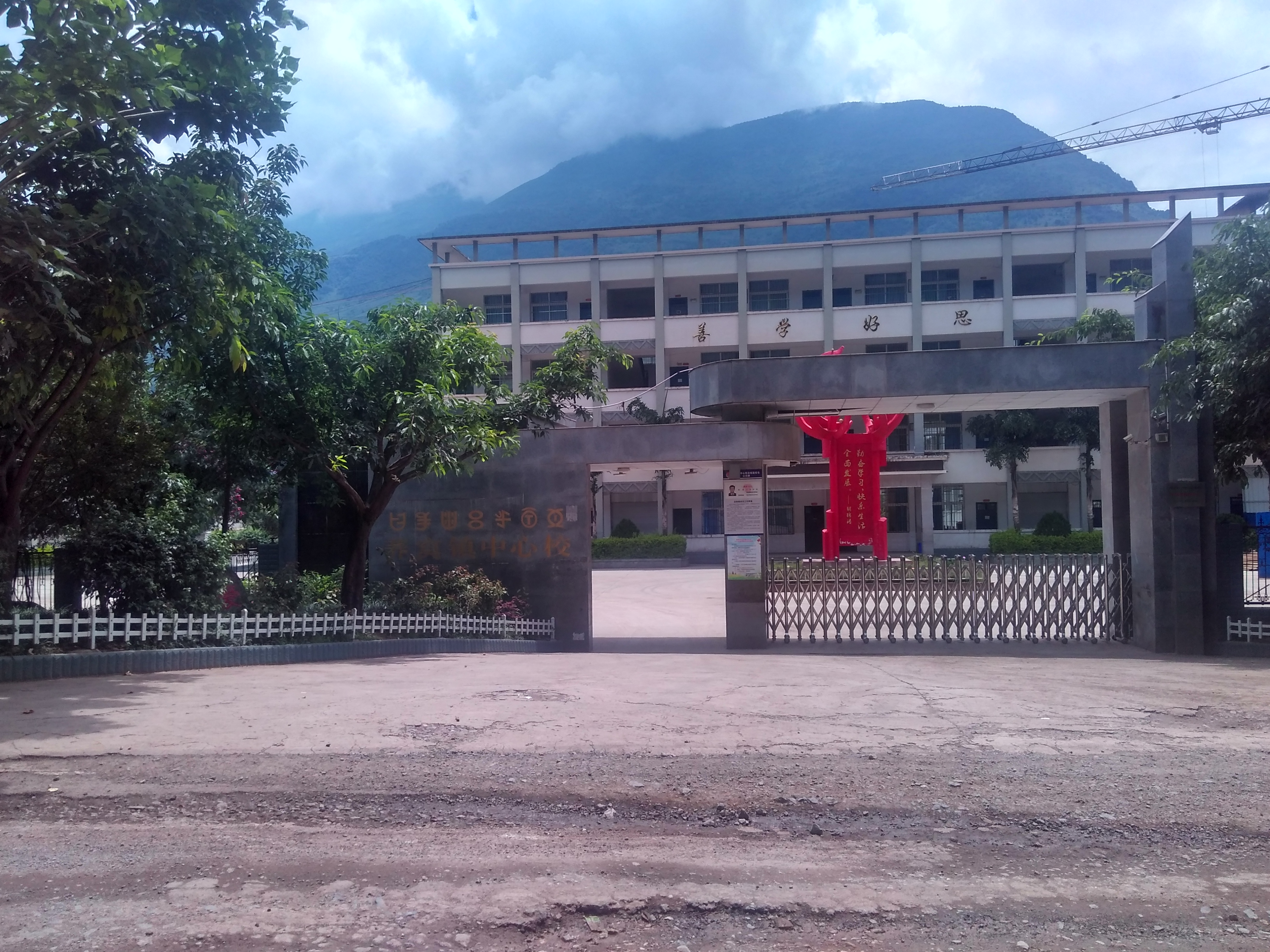
荞窝镇中心校

2021年1月12日，将原向阳乡筲箕村2组所属行政区域划归荞窝镇管辖；荞窝镇云盘山村8组划归大槽乡管辖。

## 行政区划
荞窝镇下辖以下地区：
荞窝社区、安木脚村、耿底村、大坪村、城西村、施加村、洛哈村和云盘山村。